# Liste des sites Natura 2000 du Doubs
Cet article recense les sites Natura 2000 du Doubs, en France.

## Statistiques
Le Doubs compte 28 sites classés Natura 2000. 19 bénéficient d'un classement comme site d'intérêt communautaire (SIC), 9 comme zone de protection spéciale (ZPS).

## Liste
| Site                                                                                                | Type | Superficie (ha) | Fiche     | Coordonnées                      | Photo |
| --------------------------------------------------------------------------------------------------- | ---- | --------------- | --------- | -------------------------------- | ----- |
| Bassin du Drugeon                                                                                   | SIC  | +06 704,        | FR4301280 | 46° 51′ 22″ nord, 6° 13′ 28″ est |       |
| Combes Derniers                                                                                     | SIC  | +00332,         | FR4301281 | 46° 42′ 38″ nord, 6° 09′ 55″ est |       |
| Complexe de la Cluse et Mijoux                                                                      | SIC  | +00819,         | FR4301299 | 46° 51′ 52″ nord, 6° 22′ 54″ est |       |
| Côte de Champvermol                                                                                 | SIC  | +00156,         | FR4301289 | 47° 25′ 38″ nord, 6° 47′ 43″ est |       |
| Côte de Château-le-Bois et gouffre du Creux à Pépé                                                  | SIC  | +00152,         | FR4301301 | 47° 08′ 45″ nord, 5° 50′ 21″ est |       |
| Crêt des Roches                                                                                     | SIC  | +00060,         | FR4301288 | 47° 22′ 29″ nord, 6° 46′ 46″ est |       |
| Lac et tourbières de Malpas, Les Prés Partot et Le Bief Belin                                       | SIC  | +00154,         | FR4301284 | 46° 50′ 06″ nord, 6° 17′ 41″ est |       |
| Massif du Mont-d'Or, du Noirmont et du Risol                                                        | SIC  | +10 364,        | FR4301290 | 46° 40′ 02″ nord, 6° 14′ 36″ est |       |
| Massif du Risoux                                                                                    | SIC  | +01 843,        | FR4301319 | 46° 32′ 17″ nord, 6° 05′ 48″ est |       |
| Moyenne vallée du Doubs                                                                             | SIC  | +06 269,        | FR4301294 | 47° 16′ 55″ nord, 6° 08′ 10″ est |       |
| Réseau de cavités à barbastelles et grands rhinolophes de la vallée du Doubs (4 cavités)            | SIC  | +00042,         | FR4301304 | 47° 18′ 08″ nord, 6° 12′ 13″ est |       |
| Réseau de cavités à minioptères de Schreibers en Franche-Comté (15 cavités)                         | SIC  | +00025,         | FR4301351 | 47° 27′ 43″ nord, 5° 56′ 21″ est |       |
| Tourbière des Cerneux-Gourinots et zones humides environnantes, Les Seignes des Guinots, Le Verbois | SIC  | +00391,         | FR4301287 | 47° 10′ 11″ nord, 6° 46′ 29″ est |       |
| Tourbières et lacs de Chapelle-des-Bois et de Bellefontaine-les-Mortes                              | SIC  | +00320,         | FR4301309 | 46° 35′ 11″ nord, 6° 06′ 26″ est |       |
| Tourbières et ruisseaux de Mouthe, source du Doubs                                                  | SIC  | +00124,         | FR4301282 | 46° 42′ 20″ nord, 6° 12′ 06″ est |       |
| Vallons de la Drésine et de la Bonavette                                                            | SIC  | +00790,         | FR4301283 | 46° 46′ 20″ nord, 6° 15′ 40″ est |       |
| Vallées de la Loue et du Lison                                                                      | SIC  | +18 995,        | FR4301291 | 47° 04′ 15″ nord, 6° 02′ 57″ est |       |
| Vallées du Dessoubre, de la Reverotte et du Doubs                                                   | SIC  | +16 271,        | FR4301298 | 47° 10′ 38″ nord, 6° 37′ 09″ est |       |
| Vallons forestiers, rivières, ruisseaux, milieux humides et temporaires de la forêt de Chaux        | SIC  | +01 885,        | FR4301317 | 47° 04′ 18″ nord, 5° 39′ 08″ est |       |
| Bassin du Drugeon                                                                                   | ZPS  | +06 520,        | FR4310112 | 46° 51′ 22″ nord, 6° 13′ 28″ est |       |
| Forêt de Chaux                                                                                      | ZPS  | +22 009,        | FR4312005 | 47° 05′ 14″ nord, 5° 40′ 05″ est |       |
| Lac de Remoray                                                                                      | ZPS  | +00316,         | FR4310027 | 46° 46′ 28″ nord, 6° 15′ 49″ est |       |
| Massif du Mont-d'Or, du Noirmont et du Risol                                                        | ZPS  | +10 364,        | FR4312001 | 46° 40′ 02″ nord, 6° 14′ 36″ est |       |
| Massif du Risoux                                                                                    | ZPS  | +01 843,        | FR4312002 | 46° 32′ 17″ nord, 6° 05′ 48″ est |       |
| Moyenne vallée du Doubs                                                                             | ZPS  | +06 309,        | FR4312010 | 47° 16′ 53″ nord, 6° 08′ 10″ est |       |
| Vallée de la Loue et du Lison                                                                       | ZPS  | +18 995,        | FR4312009 | 47° 04′ 15″ nord, 6° 02′ 57″ est |       |
| Vallées du Dessoubre, de la Reverotte et du Doubs                                                   | ZPS  | +16 271,        | FR4312017 | 47° 10′ 38″ nord, 6° 37′ 09″ est |       |
| Combes Derniers                                                                                     | ZPS  | +00332,         | FR4312020 | 46° 42′ 38″ nord, 6° 09′ 55″ est |       |
| Vallons de la Drésine et de la Bonavette                                                            | ZPS  | +01 328,        | FR4310027 | 46° 46′ nord, 6° 15′ 48″ est     |       |